# (992) Swasey
(992) Swasey ist ein Asteroid des äußeren Hauptgürtels, der am 14. November 1922 vom russisch-amerikanischen Astronomen Otto von Struve am Yerkes-Observatorium in Wisconsin bei einer Helligkeit von 16,2 mag entdeckt wurde. Es war seine zweite und letzte Asteroidenentdeckung.
Der Asteroid wurde benannt zu Ehren des Optikers Ambrose Swasey von den Warner and Swasey Works, der in den 1930er Jahren das 82-Zoll-Spiegelteleskop des McDonald-Observatoriums in Texas entwarf.

## Wissenschaftliche Auswertung
Aus Ergebnissen der IRAS Minor Planet Survey (IMPS) wurden 1992 erstmals Angaben zu Durchmesser und Albedo für zahlreiche Asteroiden abgeleitet, darunter auch (992) Swasey, für den damals Werte von 27,3 km bzw. 0,11 erhalten wurden. Eine Auswertung von Beobachtungen durch das Projekt NEOWISE im nahen Infrarot führte 2011 zu vorläufigen Werten für den Durchmesser und die Albedo im sichtbaren Bereich von 30,5 km bzw. 0,09. Nachdem die Werte 2012 nach neuen Messungen auf 23,1 km bzw. 0,21 geändert worden waren, wurden sie 2014 auf 27,6 km bzw. 0,11 korrigiert.
Bereits im April 2004 war für (992) Swasey aus einer gemessenen Lichtkurve eine Rotationsperiode von 13,308 h bestimmt worden. Mit dem Weltraumteleskop Transiting Exoplanet Survey Satellite (TESS) konnten während dessen Durchmusterung des Südhimmels 2018 bis 2019 auch Objekte des Sonnensystems beobachtet werden. Dabei wurden auch die Lichtkurven von fast 10.000 Asteroiden aufgezeichnet. Für (992) Swasey wurde aus Messungen etwa vom 2. bis 4. Februar 2019 eine Rotationsperiode von 26,319 h bestimmt.
Vom 24. Mai bis 2. Juni 2020 wurde (992) Swasey dann am Astronomischen Observatorium der Universität Siena in Italien erneut photometrisch beobachtet und die kürzere Rotationsperiode mit einem Wert von 13,305 h bestimmt. Auch eine im gleichen Zeitraum vom 26. bis 30. Mai 2020 stattfindende Messung am Command Module Observatory in Arizona führte zu einem ähnlichen Wert von 13,29 h.

## Asteroidenpaar
(992) Swasey bildet mit dem Asteroiden (205) Martha ein quasi-complanares Asteroidenpaar. Sie besitzen sehr ähnliche Bahnelemente und bewegen sich nahezu in der gleichen Bahnebene, allerdings ist die Bahn von (992) Swasey größer und ihre Apsidenlinien sind nahezu um 180° gegeneinander verdreht. (205) Martha besitzt eine deutlich kürzere Umlaufzeit um die Sonne als (992) Swasey, so dass sie ihn etwa alle 38 Jahre überholt. In den 1000 Jahren um die derzeitige Epoche herum kommen sich die beiden Körper aber nicht näher als 3 Mio. km.